# Terebripora pusilla
Terebripora pusilla är en mossdjursart som beskrevs av Fischer 1866. Terebripora pusilla ingår i släktet Terebripora och familjen Terebriporidae. Inga underarter finns listade i Catalogue of Life.